# كيم ليونغ
كيم ليونغ (بالنرويجية البوكمول: Kim Ljung)‏ هو كاتب أغاني وموسيقي نرويجي، ولد في 17 أكتوبر 1971.

## وصلات خارجية
- كيم ليونغ على موقع ميوزك برينز (الإنجليزية)
- كيم ليونغ على موقع ديسكوغز (الإنجليزية)